# Elefant africà de sabana
L'elefant africà de sabana (Loxodonta africana) és la més grossa de les dues espècies d'elefant africà. Anteriorment se l'havia classificat juntament amb l'elefant africà de bosc en una única espècie, coneguda únicament com a «elefant africà». Tanmateix, algunes autoritats consideren que la informació actualment disponible encara no és suficient per dividir l'elefant africà en dues espècies.